# Sambilawang (Trangkil)
Sambilawang is een bestuurslaag in het regentschap Pati van de provincie Midden-Java, Indonesië. Sambilawang telt 2350 inwoners (volkstelling 2010).